# Драги Домић
Драги Домић (Шабац, 22. април 1981) је српски фолк певач који се прославио у такмичењу Звезде Гранда, снимио је један студијски албум.

## Дискографија

### Албуми
- Боем града (2017) Гранд продакшн

### Синглови
- Сунце моје (2011)
- Не сећам се (2015)
- Трошио ме живот брате (2017)
- Три анђела (2018)
- Кад уморно срце стане (2018)
- Чувај ми се (2019) са Иваном Куртићем
- Праведан до бола (2020)
- Пустите ме да се напијем (2021) са Барбике
- Где сте сада другови (2021)
- Кажу време лечи све (2022) са Оливером Твистером
- Данас сина женим (2023)
- Ово срце мајко (2023)
- Од кафане до кафане (2023)
- Крени даље хеј судбино (2023)
- Само с тобом дишем (2023)